# 笠間稻荷神社
笠間稻荷神社（かさまいなりじんじゃ）是位於日本茨城縣笠間市的神社。舊社格為村社（現神社本廳的別表神社）。別稱胡桃下稻荷、紋三郎稻荷，和伏見稻荷大社等並稱日本三大稻荷。

## 關連項目
- 美麗的日本散步道500選
- 坂本九 - 已故日本籍名歌手及演員。因日本航空123號班機空難而不幸逝世。其遺體被發現時身上配戴著笠間稻荷神社的配飾。

## 外部連結
- 笠間稻荷神社 （页面存档备份，存于）